# Terrinches
Terrinches település Spanyolországban, Ciudad Real tartományban. Terrinches Montiel községgel határos. Lakosainak száma 586 fő (2024).

## Népesség
A település népessége az elmúlt években az alábbi módon változott:
| Lakosok száma | 947  | 1019 | 926  | 922  | 909  | 773  | 748  | 678  | 633  | 586  |
|               | 2001 | 2004 | 2006 | 2009 | 2011 | 2014 | 2016 | 2019 | 2021 | 2024 |